# Abantes
Los abantes o abántidas (en griego antiguo: Ἄβαντες) eran, según Estrabón, un pueblo originario de Tracia que se trasladó a la Fócida y tomaron su nombre de la ciudad de Abas, que habían fundado. Otros autores dicen que su nombre se debe a Abante, hijo de Poseidón y de la ninfa Aretusa.
En la Ilíada este pueblo participa en la guerra de Troya bajo las órdenes de Elefénor, con cuarenta naves. Desde muy antiguo habitaban la isla de Eubea, y, como otros pueblos vecinos suyos, tenían la costumbre de cortarse el pelo por la parte delantera dejándolos largos por detrás, con el fin de que en el combate, los enemigos no les cogieran por la cabellera.